# Ludwig Lenz (Autor)
Karl Ludwig Lenz (* 20. September 1813 in Berlin; † 2. Oktober 1896 ebenda) war ein deutscher Journalist und Schriftsteller.

## Leben
Ludwig Lenz war der Sohn eines Steinmetzes.
Sein Sohn, Philipp Lenz (1850–1930), wurde später Diplomat und betätigte sich ebenfalls schriftstellerisch.
Ludwig Lenz besuchte in Berlin anfangs das Joachimsthalsche Gymnasium und ging danach zum Grauen Kloster, bevor er sich an der Universität Berlin zu einem Philosophiestudium immatrikulierte. Im August 1862 promovierte er an der Universität Jena zum Dr. phil.
Nach Beendigung seines Studiums begann er eine journalistische Laufbahn und leitete von 1839 bis 1841 als Redakteur die 1803 gegründete Zeitung Der Freimüthige oder Berlinische Zeitung für gebildete, unbefangene Leser. In dieser Zeit publizierte er mit Nante auf der Berlin-Potsdamer-Eisenbahn eine Anzahl schmaler Hefte, in denen er das Berliner Leben humoristisch schilderte; dazu veröffentlichte er von 1840 bis 1841, gemeinsam mit Ludwig Eichler, in drei Heften Berlin und die Berliner - Genrebilder und Skizzen. Bereits 1838 hatte er seine Lustspiele Tausch und Täuschungen und Der Kolporteur veröffentlicht; dem folgte 1840 das Lustspiel Das Kunstkabinett.
Er siedelte 1841 nach Hamburg über, wurde Redakteur der Neuen Hamburger Zeitung (siehe Hamburger Anzeiger) und erwarb noch im selben Jahr das Hamburger Blatt der Freischütz: Politik, Unterhaltung, Lokal-Zeitung, das bis 1873 unter seiner Leitung erschien; zu seinen dortigen Mitarbeitern gehörten unter anderem Karl Gutzkow, Feodor von Wehl und Julius Stettenheim.
1855 gab er einen Reise-Kalender heraus und von 1859 bis 1872 redigierte er zusätzlich das illustrierte Wochenblatt Omnibus.
1872 übernahm er bis 1884 als Schriftführer die literarische Leitung des Allgemeinen Vereins für Deutsche Literatur.
Nach seiner Umsiedlung nach Berlin zurück, trat er 1875, als Nachfolger von Karl August von Heigel in die Redaktion des belletristischen Teils des Modemagazins Der Bazar ein und gehörte dieser bis 1886 an; sein Nachfolger wurde Ludwig Ziemssen.

## Schriften (Auswahl)
- Die Hauptstädte der Welt. Beschreibung und Sittenschilderung. Berlin, 1836.
- Walhalla, altdeutsche Sagen und Volksbücher neu bearbeitet. Berlin, 1837.
- Der Stellvertreter. Berlin, 1837 (Digitalisat).
- Der Krieg auf der pyrenäischen Halbinsel. Berlin, 1837.
- Perlen der deutschen Litteratur. Mit Berücksichtigung der Dichter der neueren Zeit. Berlin, 1838 (Digitalisat).
- Tausch und Täuschungen. Berlin, 1838 (Digitalisat).
- Der Colporteur. Berlin, 1838.
- Nante auf der Berlin-Potsdamer-Eisenbahn. Berlin, 1839 (Digitalisat).
- Nante auf der Berlin-Potsdamer-Eisenbahn - In Potsdam und im Lustlager bei Nedlitz. Berlin, 1839 (Digitalisat).
- Nante auf der Berlin-Potsdamer-Eisenbahn - Nante's Weihnachtswanderung und Neujahrsgruß. Berlin, 1840 (Digitalisat).
- Das Kunstkabinett. Berlin, 1840 (Digitalisat).
- Berlin und die Berliner - Genrebilder und Skizzen. 1840–1841.
- Nante auf der Berlin-Potsdamer-Eisenbahn - Nante's Darstellung scheinbarer Zauberei. Berlin, 1841 (Digitalisat).
- Reise-Kalender. Leipzig, 1855 (Digitalisat).
- Die Kunst der Unterhaltung. Berlin, 1892.